# Golling an der Salzach
Golling an der Salzach é um município da Áustria, situado no distrito de Hallein, no estado de Salzburgo. Tem 82,09 km² de área e sua população em 2019 foi estimada em 4.287 habitantes.